# Социолект
Социоле́кт (англ. sociolect, от лат. societas — общество, и диалект), социальный диалект — групповые речевые (в первую очередь лексические и стилистические) особенности, характерные для какой-либо социальной группы — профессиональной, возрастной, субкультуры. Этим социолект отличается от диалекта, на котором разговаривают представители определённой географической области, и идиолекта — языка, присущего конкретному индивиду.